# Helmkakadu

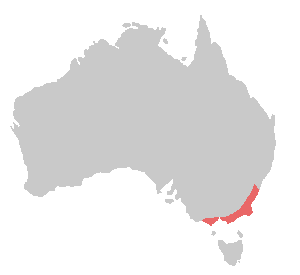
Verbreitung des Helmkakadus im Südosten Australiens

Der Helmkakadu (Callocephalon fimbriatum) ist ein australischer Papageienvogel, der nur im Südosten des australischen Kontinents verbreitet ist. Das Verbreitungszentrum des Helmkakadus liegt damit in einer der dichtesten besiedelten Regionen Australiens. Während des australischen Sommers hält sich der Helmkakadu überwiegend in Bergwäldern auf. Er besiedelt dabei auch Höhenlagen, die im Juli Tagestemperaturen von ±0 Grad aufweisen. Während des Winterhalbjahres ziehen Helmkakadus häufig in Täler und Küstenebenen und kommen dann auch im Einzugsgebiet von Städten vor, wo sie bevorzugt die Zapfen der als Zierpflanzen gepflegten Kiefern fressen.
Er ist der einzige Vertreter der Gattung der Helmkakadus und es werden keine Unterarten unterschieden. Kennzeichnend für diese Art ist die ungewöhnliche Federhaube. Diese ist nach vorne gebogen und von weichen, filamentösen Federn gebildet. Der Schnabel ist sehr massiv und weist am Unterschnabel eine tiefe Kerbe auf. Die Schwanzfedern sind kurz und eckig. Die Flügel sind dagegen lang und reichen fast zum Schwanzende.
Es besteht ein auffallender Geschlechtsdimorphismus. Nur beim Männchen sind Stirn, Kopf, Haube, Zügel, Augen- und Wangenregion leuchtend rot gefiedert.

## Erscheinungsbild
Helmkakadus erreichen eine Körperlänge von 35 Zentimeter und wiegen zwischen 210 und 340 Gramm. Helmkakadus haben ein dunkelgraues Körpergefieder. Die einzelnen Federn weisen einen grauweißen Saum auf, so dass der Kakadu insgesamt geschuppt wirkt. Besonders auffällig ist dieser Federsaum auf der Körperunterseite. Dort spielt der Federsaum gelegentlich ins gelbliche bis orangefarbene. Der Schnabel ist breit und sehr kräftig gebaut. Die Flügel sind abgerundet und im Verhältnis zur Körpergröße lang. Die Läufe dieser baumbewohnenden Kakaduart sind kurz und stämmig. Der Schwanz ist verhältnismäßig kurz.
Bei den Männchen sind Stirn, Scheitel und Nacken, die Zügel sowie die oberen Wangenregionen bis zur Ohrdecke leuchtend orangerot. Die Außenfahnen der Armdecken haben einen mattgrünen Schimmer. Der Schwanz ist dunkel grau und wird zur Schwanzspitze hin noch dunkler. Der Schnabel ist hornfarben und spielt zur Schnabelbasis hin ins graue. Die Iris ist dunkelbraun.
Die Weibchen gleichen den Männchen weitgehend. Bei ihnen ist die Haube sowie das Kopfgefieder jedoch grau. Lediglich ältere Weibchen haben gelegentlich auf Stirn und Scheitel einzelne Federn, die orangerot gefärbt sind. Auf der Körperunterseite weisen die Federn einen deutlich orangefarbenen Saum auf. Auf der Unterschwanzdecke findet sich ein kräftig grünlich gelber Querstreifen. Der Schwanz ist grau und ist je nach Individuum unterschiedlich blassgrau bis weiß quergestreift. Der Schnabel ist etwas blasser als beim Männchen. Jungvögel ähneln zunächst den Weibchen. Männliche Jungvögel weisen allerdings sehr frühzeitig rote Federn im Bereich von Kopf und Haube auf.
Helmkakadus sind sehr kraftvolle Flieger, die in der Lage sind, in großer Höhe lange Strecken zu überwinden. Charakteristisch ist für sie jedoch ein kurzer Flug von Baum zu Baum. Die Flügelschläge sind langsam und treibend. Bei kurzen Flügen zwischen zwei Bäumen lassen sie sich zunächst hinuntergleiten um kurz vor dem Aufsetzen wieder an Höhe zu gewinnen.

## Verbreitung und Lebensraum
Helmkakadus kommen im Südosten Australien vom Osten New South Wales über den Osten und Süden des australischen Bundesstaates Victoria bis in den äußersten Südosten von South Australia vor. Sie waren früher auch auf King Island verbreitet und gelangten als Irrgast auch in den Norden von Tasmanien. Auf der vor der Südküste Australiens liegenden Kangaroo Island sind sie 1947 und ein zweites Mal 1957 eingeführt worden. Sie haben sich dort etablieren können. Der Bestand gilt jedoch als rückläufig.
Helmkakadus kommen in den gemäßigten Klimazonen des südlichen Australiens vor und bewohnen dort vor allem Wälder. Im nördlichen und damit wärmeren Teil ihres Verbreitungsgebietes halten sie sich vor allem im Hochland auf. Sie erreichen in den Snowy Mountains gelegentlich eine Höhenverbreitung von bis zu 2200 Metern über NN. Im kühleren Süden sind sie auch in Tieflandwäldern häufig. Während der Sommermonate halten sie sich bevorzugt in kühleren Tälern auf. Während des Winters sind sie auch auf trockeneren, offeneren Baumsavannen vor. Wie viele andere Kakaduarten nutzen sie auch urbane Lebensräume. So sind gelegentlich in den Vororten von Sydney, Canberra und Melbourne zu beobachten.
Helmkakadus zeigen kein einheitliches Zugverhalten. Einige sind Standvögel, einige Zugvögel mit regelmäßigen saisonalen Wanderungen und andere Populationen nomadisieren ungerichtet. Es scheint sich dabei um eine Anpassung an die jeweiligen klimatischen Bedingungen ihres Lebensraumes sowie das vorhandene Nahrungsangebot zu handeln.

## Verhalten und Nahrung
Außerhalb der Brutzeit leben Helmkakadus in kleinen Schwärmen. Größere Schwärme mit sechzig und mehr Individuen kommen an besonderen Stellen wie Wasserlöchern oder Stellen mit besonders reichlichem Nahrungsangebot vor. Helmkakadus halten sich bevorzugt in Bäumen auf und suchen den Boden gewöhnlich nur zum Trinken auf. Während der heißesten Tageszeit sitzen sie meist im Schatten im Blattwerk von Bäumen. Sie verbringen diese Zeit entweder reglos oder betreiben mit ihrem Partner intensive Gefiederpflege. Bei Regen und selbst bei Schnee dagegen fliegen sie häufig in Kreisbahnen über den Baumwipfeln umher.
Helmkakadus ernähren sich von den Samen verschiedener Pflanzen. Eine große Bedeutung im Nahrungsspektrum haben Eukalyptus, von denen 22 verschiedene Arten im Verbreitungsgebiet des Helmkakadus vorkommen. Daneben spielen Akazien, Pyracantha und Crataegus eine Rolle. Sie fressen auch Beeren, Nüsse, Früchte, grünes Pflanzenmaterial sowie in geringem Maße auch Insekten und deren Larven. Auch eingeführte Pflanzen wie etwa die Früchte des Feuerdorns werden von ihnen gerne gefressen. Beim Fressen beißen die Vögel Zweige mit Samen und Fruchtständen ab und halten sie mit einem Fuß fest. Mit dem Schnabel werden einzelne Samen aus den Samenkapseln geklaubt. Der auf australische Papageien spezialisierte Ornithologe Joseph M. Forshaw bezeichnet die Helmkakadus als die australische Papageienart, die die am weitesten entwickelte Fußhaltetechnik besäße. Die Nahrungsaufnahme nimmt eine sehr lange Zeit des Tagesablaufs in Anspruch, da die meisten der aufgenommenen Futtersorten sehr hartschalig sind und von geringer Größe.

## Fortpflanzung

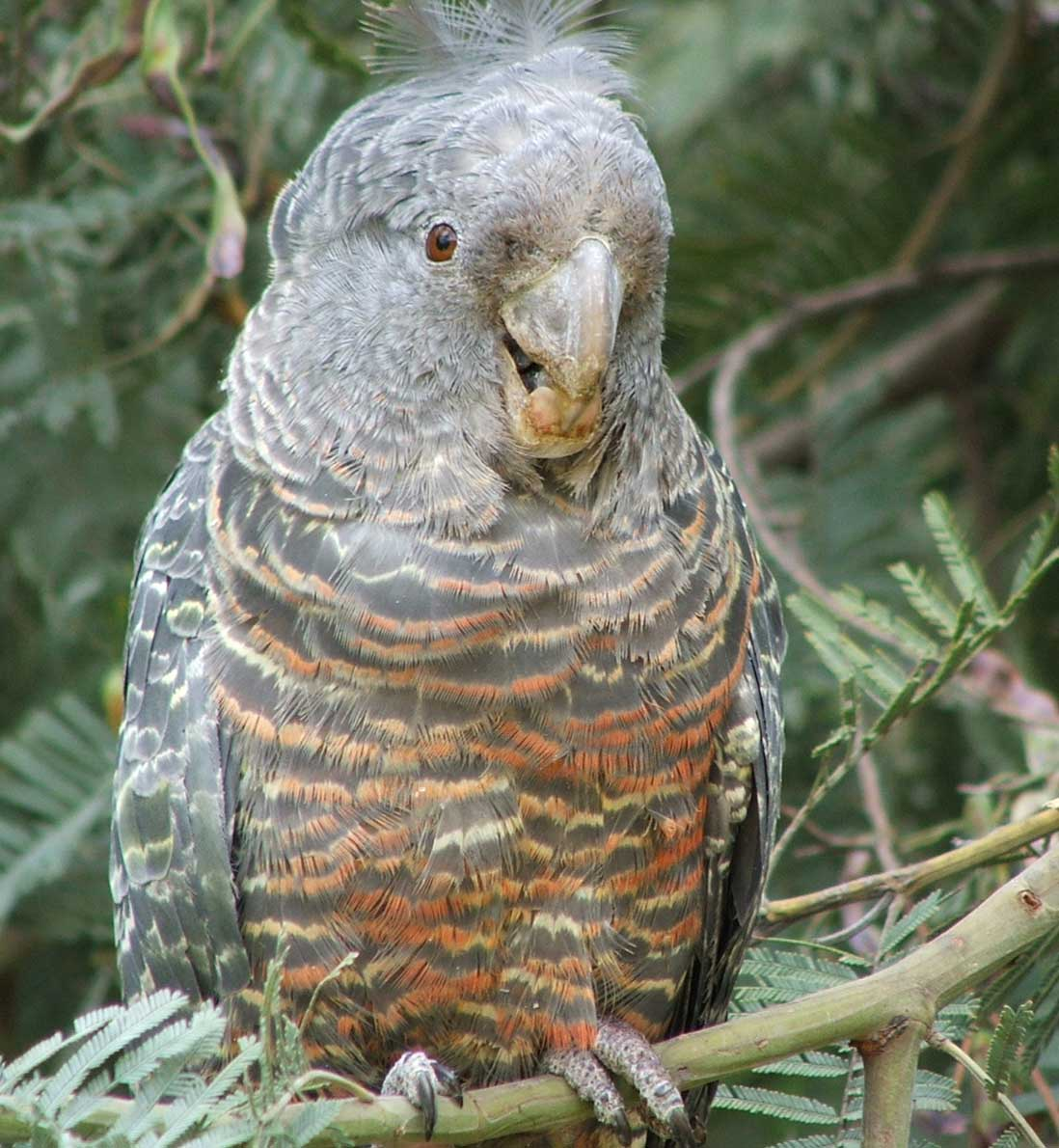
Weibchen

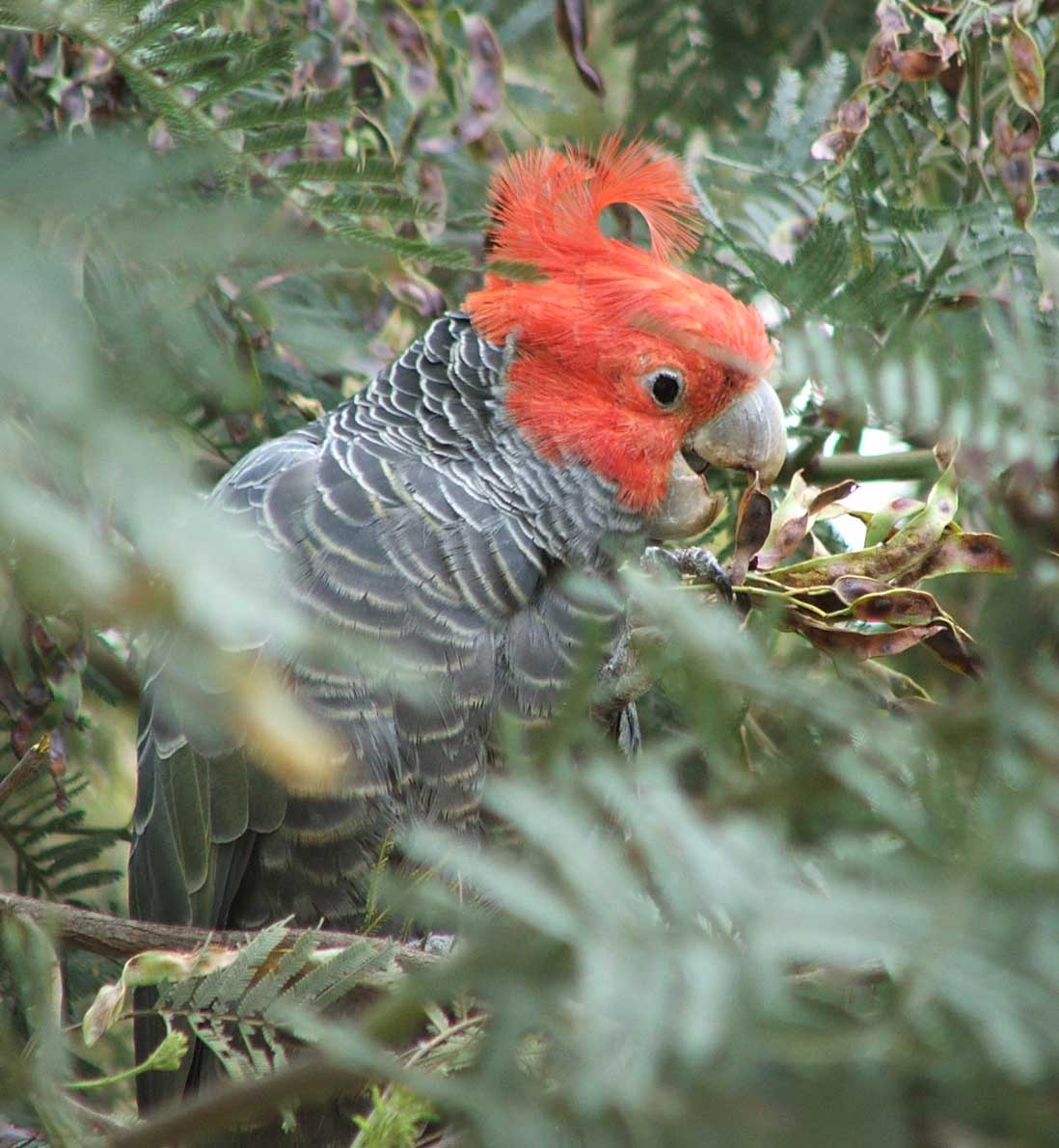
Männchen

Die Brutzeit der Helmkakadus liegt im Osten Victoria und im südlichen New South Wales in den Monaten Oktober bis Januar. Wie bei vielen Kakadus ist das Balzrepertoire verhältnismäßig einfach. Das Männchen ruft mit gespreizter Haube und in angespannter Körperhaltung nach dem Weibchen. Dabei breitet es die Flügel aus.
Helmkakadus sind Höhlenbrüter. Als Nistbaum werden solche bevorzugt, die sich auf den Hängen von Gebirgstälern in der Nähe von Wasserläufen finden. Sie nutzen dabei ihre Nisthöhlen häufig mehrere Jahre hintereinander. Die Nisthöhle wird vor allem vom Weibchen ausgesucht. Das Männchen sitzt dabei in der Nähe und ruft leise unterbrochen, während sie ihre rote Haube immer wieder aufstellen. Am Boden der Nisthöhle befinden sich lediglich Holzstückchen sowie Holzmulm. Das Gelege besteht meist aus zwei, seltener aus drei Eiern. Die Brutdauer beträgt 30 Tage. Beide Geschlechter brüten, wobei das Weibchen in der Regel nachts und das Männchen tagsüber brütet. Partnerfütterungen während der Brutzeit wurden bislang nicht beobachtet.
Frisch geschlüpfte Nestlinge sind spärlich mit gelben Dunen bedeckt. Die ersten Konturfedern werden zwischen der zweiten und dritten Lebenswoche sichtbar. In diesem Zeitraum öffnen sich auch erstmals die Augen. Mit einem Lebensalter von 47 bis 50 Tagen verlassen die Jungvögel erstmals die Nisthöhle. Die Jungvögel werden anschließend von den Elternvögel für zwei bis drei Monate versorgt.

## Helmkakadus und Mensch
Seit Australien in der zweiten Hälfte des 20. Jahrhunderts ein Ausfuhrverbot für alle heimischen Tierarten erlassen hat, gelangen Exemplare nur sehr selten nach Europa oder Nordamerika. Helmkakadus werden entsprechend zu sehr hohen Preisen gehandelt. Erfolgreiche Helmkakaduzuchten sind nach wie vor sehr selten. Die Welterstzucht erfolgte 1921 in Frankreich. Regelmäßig sorgt der Loro Parque für Nachzuchten und ist damit einer der wenigen Halter. Europaweit gibt es nur vier Haltungen in zoologischen Institutionen.
Helmkakadus sind anspruchsvolle Pfleglinge, die für ihr Wohlbefinden ausschließlich paarweise in großen Volieren gehalten werden können. Sie zeigen eine sehr ausgeprägte Neigung zum Federrupfen. Auslöser dieses Verhaltens können Hitzestress sowie Langeweile sein. Sie haben einen sehr starken Nagetrieb und widersetzen sich Behandlungen durch energische Bisse. Dies kann beim Halter zu schweren Bisswunden führen. Da Helmkakadus in freier Natur sehr viel Zeit mit der Nahrungssuche verbringen, beschäftigen erfolgreiche Halter sie mit reifen und halbreifen Kiefernzapfen, belaubten Weidenzweigen und bieten ihnen sogar Knochen an, um sie dadurch von ihrer Neigung zum Federrupfen abzuhalten.

## Belege